# Elsnig
Elsnig es un municipio situado en el distrito de Sajonia Septentrional, en el estado federado de Sajonia (Alemania), a una altitud de 88 metros. Su población a finales de 2016 era de unos 1400 habitantes y su densidad poblacional, 39 hab/km².